# 장경우
장경우(張慶宇, 1942년 4월 12일~, 경기 시흥)는 대한민국 정치인이다. 본관은 덕수. 제11·13·14대 국회의원과 대한축구협회 부회장을 역임하였다.

## 학력
- 서울수송초등학교 졸업
- 경기중학교 졸업
- 경기고등학교 졸업
- 고려대학교 상과대학 경영학과 학사
- 육군포병학교 졸업
- 육군보병학교 졸업

## 경력
- 전국금융노동조합 외국은행지부위원회 위원장
- 한남 상무이사
- 신한주철 전무이사
- 서울시축구협회 부회장
- 전 11,13,14대 국회의원 (3선,11대 비례대표,13,14대 안산시.옹진군 일원)
- 국회 체신과학기술위원회 위원장
- 민정당원내부총무
- 민자당사무부총장
- 대한축구협회 부회장
- 올림픽 축구 국가대표 단장
- 동서증권 대표이사
- 경기도태권도협회 상임고문
- 대한체육회 수영연맹 명예회장
- 한국캠핑캐라바닝연맹 총재
- 제83회 FICC 세계캠핑캐라바닝완주대회 조직위원장
- 대한민국헌정회 이사
- 대한민국헌정회 부회장

## 가족 관계
- 배우자 : 김수복
  - 아들 : 장혁재

## 역대 선거 결과
|  | 35.6% |

|  | 45.94% |

|  | 37.72% |

|  | 29.60% |

|  | 11.85% |

|  | 47.52% |

|  | 37.86% |

|  | 38.50% |

|  | 3.32% |

## 같이 보기
- 대한민국 제11대 국회의원 선거 민주정의당 후보 목록#전국구
- 안산시·옹진군
- 안산시의 국회의원
- 옹진군의 국회의원